# Pierre Joseph Macquer
Pour les articles homonymes, voir Macquer.
Pierre Joseph Macquer, né à Paris le 9 octobre 1718 où il est mort le 15 février 1784, est un médecin et chimiste français.

## Biographie
Professeur de chimie et de pharmacie au Jardin des plantes de Paris et membre de l'Académie des sciences, Macquer est connu surtout pour son opposition à Antoine Lavoisier. 
Il introduit à la manufacture de Sèvres en 1768 la fabrication de la porcelaine de Saxe. 
Il devient directeur du Pensionnaire de l’académie royale des services en 1774. Censeur royal, il travaille avec Antoine Baumé, apothicaire à Paris, et Lavoisier avec qui, ils mettent au point le verre ardent, premier four solaire. Passionné des sciences, c’est comme chimiste de la manufacture de Sèvres qu’il se distingue particulièrement. Il est chargé par le roi de retrouver la porcelaine dure dont le secret est jalousement gardé par les Chinois. Il étudie, avec son ami Baumé, l'art du teinturier en soie pour le compte de la manufacture des Gobelins et c'est dans sa propriété de Clairefontaine, à Gressy-en-France où il avait installé son laboratoire et un jardin botanique, qu'il fait ses premiers essais. C'est à Gressy, où il séjournait la moitié de l'année, qu'il conçut et rédigea la plupart de ses ouvrages et écrits scientifiques. Y vinrent le visiter certains personnages du monde des sciences, comme Baumé, Cadet, Lavoisier et Tillet. 
Entre 1749 et 1752, ses recherches porteront plus directement sur le « bleu de Prusse » et le « rouge cochenille ». Par ses travaux, il se fera remarquer du chimiste Jean Hellot de la Manufacture  de Vincennes, qui le prendra comme adjoint de 1757 à 1766. À la mort de Jean Hellot, il lui succédera, en qualité de commissaire des teintures au Bureau du commerce.
Ses ouvrages ont été longtemps des textes de référence, son Dictionnaire de la chymie est notamment le premier ouvrage à reprendre les notions chimiques par ordre alphabétique. 
Dans les années 1770, il a pour élève le médecin suisse Louis Odier, qui prépare les bases de la contribution suisse aux tables de la mortalité.
Il est le frère de Philippe Macquer, un historien.

## Principales publications
- Élémens de chymie théorique, 1749, [lire en ligne]
- Elemens de chymie-pratique, contenant la description des opérations fondamentales de la chymie, avec des explications & des remarques sur chaque opération, 2 volumes, 1751, vol. 1 : [lire en ligne], volume 2 : [lire en ligne]
- Dictionnaire de chymie, contenant la théorie et la pratique de cette science, son application à la physique, à l'histoire naturelle, à la médecine et aux arts dépendans de la chymie, 2 volumes, 1761, volume 1 : [lire en ligne] vol. 2 : [lire en ligne]
- Art de la teinture en soie (1763)
- Manuel du naturaliste (1770)
- Pierre-Joseph Macquer (1718-1784). Discours préliminaire sur l’origine et les progrès de la chimie.